# Pelle Svanslös och den stora skattjakten
Peter-No-Tail and the Great Treasure Hunt (suec: Pelle Svanslös och den stora skattjakten) és una pel·lícula animada sueca del 2000 dirigida per Mikael Ekman.

## Repartiment
- Björn Kjellman - Pelle Svanslös
- Cecilia Ljung - Maja Gräddnos
- Christer Fant - Elaka Måns
- Leif Andrée - Bill
- Göran Thorell - Bull
- Suzanne Ernrup - Gullan från Arkadien
- Brasse Brännström - Trisse
- Jonas Uddenmyr - Murre från Skogstibble
- Lena-Pia Bernhardsson - Maja Gräddnos mamma
- Peter Harryson - Pettersson
- Siw Malmkvist - Gammel-Maja i Domkyrkotornet
- Lars Dejert - Tusse Batong
- Krister Henriksson - Berättare
- Anna Björk - Inredningskatt